# Березовичівська сільська рада
Бере́зовичівська сільська́ ра́да — колишня адміністративно-територіальна одиниця та орган місцевого самоврядування в Володимир-Волинському районі Волинської області. Адміністративний центр — село Березовичі.
Припинила існування 3 січня 2019 року через об'єднання до складу Війницької сільської громади Волинської області. Натомість утворено Березовичівський старостинський округ при Війницькій сільській громаді.

## Загальні відомості
- Територія ради: 4,76 км²
- Населення ради: 1515 осіб (станом на 2001 рік)

## Населені пункти
Сільській раді підпорядковувались населені пункти:
- с. Березовичі
- с. Бегета
- с. Міжлісся
- с. Бобичі
- с. Яковичі
- с. Хворостів

Кількість населення становить 1 369 осіб. Кількість дворів (квартир) 466, з них 15 нових (після 1991 р.).
В Березовичівській сільській раді працює 5 шкіл: 4 — початкових і 1 — середня, 2 клуби, 2 бібліотеки, дитячий садок, 5 медичних закладів, відділення зв'язку, АТС, 7 торговельних закладів.
Всі села сільської ради, крім Хворостова та Бобич, газифіковані. У всіх селах наявні дороги з твердим покриттям, проте стан їх незадовільний.

## Населення
Згідно з переписом УРСР 1989 року чисельність наявного населення сільської ради становила 1624 особи, з яких 748 чоловіків та 876 жінок.
За переписом населення України 2001 року в сільській раді мешкало 1518 осіб.

### Мова
Розподіл населення за рідною мовою за даними перепису 2001 року:
| Мова       | Відсоток |
| ---------- | -------- |
| українська | 98,42 %  |
| російська  | 1,06 %   |
| білоруська | 0,13 %   |
| польська   | 0,07 %   |
| інші       | 0,32 %   |

## Склад ради
Рада складається з 14 депутатів та голови.
- Голова ради: Ковальчук Юрій Іванович

### Керівний склад попередніх скликань
| Прізвище, ім'я, по батькові | Основні відомості                                                                          | Дата обрання | Дата звільнення |
| --------------------------- | ------------------------------------------------------------------------------------------ | ------------ | --------------- |
| Ковальчук Юрій Іванович     | Сільський голова, 1969 року народження                                                     | 26.03.2006   | 31.10.2010      |
| Ковальчук Юрій Іванович     | Сільський голова, 1969 року народження, освіта вища, член політичної партії «Наша Україна» | 31.10.2010   | 25.10.2015      |
| Ковальчук Юрій Іванович     | Сільський голова, 1969 року народження, освіта вища, безпартійний                          | 25.10.2015   |                 |

Примітка: таблиця складена за даними сайту Верховної Ради України та ЦВК

### Депутати VII скликання
За результатами місцевих виборів 2015 року депутатами ради стали:

#### За суб'єктами висування
| Суб'єкт висування | Кількість обраних депутатів | %      |
| ----------------- | --------------------------- | ------ |
| Самовисування     | 14                          | 100.00 |

#### За округами
| № округу | Прізвище, ім'я, по батькові    | Ким висунуто  | Дата нар.  | Освіта             | Партійна приналежність | Відомості                                           |
| -------- | ------------------------------ | ------------- | ---------- | ------------------ | ---------------------- | --------------------------------------------------- |
| 1        | Хорошавіна Надія Михайлівна    | Самовисування | 09.09.1985 | вища               | безпартійна            | безробітна                                          |
| 2        | Вознюк Володимир Володимирович | Самовисування | 26.03.1963 | вища               | безпартійний           | безробітний                                         |
| 3        | Озірська Марія Євгенівна       | Самовисування | 04.04.1978 | загальна середня   | безпартійна            | Березовичівська сільська рада, соціальний працівник |
| 4        | Цихоцька Руслана Миколаївна    | Самовисування | 13.06.1976 | вища               | безпартійна            | ДНЗ с. Березовичі, завідувач                        |
| 5        | Паламарчук Галина Григорівна   | Самовисування | 26.12.1973 | середня спеціальна | безпартійна            | Будинок культури с. Березовичі, директор            |
| 6        | Здига Тетяна Григорівна        | Самовисування | 02.10.1965 | середня спеціальна | безпартійна            | Березовичівська сільська рада, секретар             |
| 7        | Калиш Ігор Костянтинович       | Самовисування | 25.10.1973 | загальна середня   | безпартійний           | безробітний                                         |
| 8        | Бабій Мирослава Романівна      | Самовисування | 12.07.1989 | середня спеціальна | безпартійна            | 14 ОМБ, військовослужбовець                         |
| 9        | Козунь Аркадій Петрович        | Самовисування | 01.08.1961 | середня спеціальна | безпартійний           | безробітний                                         |
| 10       | Литвінчук Валентина Євгенівна  | Самовисування | 13.04.1983 | середня спеціальна | безпартійна            | ФАП с. Бегета, медична сестра                       |
| 11       | Павляк Світлана Святославівна  | Самовисування | 08.08.1981 | вища               | безпартійна            | безробітна                                          |
| 12       | Терьохіна Світлана Михайлівна  | Самовисування | 15.04.1971 | середня спеціальна | безпартійна            | Будинок культури с. Березовичі, художній керівник   |
| 13       | Динька Анатолій Кузьмович      | Самовисування | 07.01.1956 | вища               | безпартійний           | пенсіонер                                           |
| 14       | Семенюк Іванна Олегівна        | Самовисування | 17.06.1988 | вища               | безпартійна            | Березовичівська сільська рада, землевпорядник       |